# Весло
Весло је полуга којом се преноси сила веслача на воду и тиме покреће чамац. Весло се корсти као један од начина покретања мањих чамаца и бродица. Весла се користе у веслачком спорту али и у друге намене, као што је рекреација, риболов и друге .

## Историја
Прва весла датирају из раног неолита. Дрвена весла пронађена су у близини Џеђанга у Кини. У каснијим добима весла су била незаменљив део ратних бродова све до појављивања једра и парне машине. У старом веку посебно су користили Феничани чији су бродови имали два реда весала и тако доминирали на бојним пољима широм Медитерана. Традиционално весла су комплетно била израђена од дрвета. Међутим, од краја 80 - тих година 20. века почињу се употребљавати вештачки материјали, углавном карбон. Данас су сва такмичарска весла карбонска, иако су неки делови и од алуминијума, тврде пластике (најчешће прстен), дрва (најчешће ручка).

## Делови
Посоје више делова и весла и то
- 1 - дршка
- 2 - рукохват
- 3 - кожни омотач
- 4 - струк
- 5 - лопата
- 6 - метални обруч или оков

## Весло у спорту
У веслачком спорту користе се специфична весла погодна за ефикасно и брзо покретање чамца. У основи постоје две врсте весала:
- Весла за скул веслање, спортско веслање код којег веслач барата са два весла. Та су весла најчешће дужине у распону 276-290 cm.
- Весла за римен веслање, спортско веслање код којег веслач има само једно весло. Та су весла дуга најчешће између 370-380 cm.

Спортска весла се састоје од ручке, прстена, тела весла и лопате. Ручка је део весла за које веслач држи весло, док је лопата део весла који улази и воду и преко ње се преноси сила воду. Грађа весла је таква да буде што лакше, али ипак довољно чврсто да пренесе силу веслача на воду. Због тога су данашња весла у ствари шупља. Сила коју врхунски такмичар може преносити на весло варира зависно од снаге, тежине, припремљености веслача, и креће се у распону од 70 килопонда па до чак 140 килопонда. Врхунски веслач развија преко 400 W по завеслају!
Изглед такмичарског весла се мењао кроз историју. Најдраматичнија промена с краја 90 - тих година 20. века је облик лопате, који је од традиционалног симетричног облика попримио облик под називом big blade, а који неодољиво подсећа на секиру, па је то и уврежен веслачки израз за таква весла.
Весла се на службеним такмичењима често боје у бојама веслачког клуба или репрезентације, и то само део весла који се зове лопата. Међународна веслачка федерација ФИСА од сваке националне федерације тражи пре такмичења службену пријаву на којој је назначен начин бојања лопате репрезентативаца из те земље. Најчешће се користе боје националног барјака те земље.